# Thijs Aartsma
Thijs Jitse Aartsma (Dokkum, 18 december 1948) is een hoogleraar emeritus aan de Universiteit Leiden.

## Biografie
Aartsma volgde de Gereformeerde HBS-B te Groningen en studeerde daarna in Groningen in 1973 af in de scheikunde. Vervolgens trad hij in dienst van het fysisch chemisch laboratorium van zijn alma mater. In 1978 promoveerde hij daar op Photon echo relaxation in molecular mixed crystals, over een onderzoek naar het gedrag van moleculen in een meng-kristal. Zijn promotor was lector, vanaf 1980 prof. dr. Douwe Alle Wiersma (1943). Een van zijn stellingen bij zijn proefschrift luidde "De weigering om kinderen te laten ineneten tegen polio is niet in overeenstemming met bijbelse gegevens". Later werkte hij in Seattle (USA). Op 1 januari 2005 werd hij benoemd tot gewoon hoogleraar biofysica aan de Leidse universiteit. Op 1 december 2013 ging hij met emeritaat. Ook na zijn emeritaat bleef hij publiceren.
Aartsma werkte mee aan talrijke artikelen op zijn vakgebied. Hij was mede-redacteur van Biophysical techniques in photosynthesis (1996, 2008²).
Aartsma trouwde in 1969 met Anna Knot met wie hij enkele kinderen kreeg.